# 桜井ちんたろう
桜井 ちんたろう（さくらい ちんたろう、1966年5月5日 - ）は、日本のAV男優、AV監督。監督名は桜吹雪。日本適正男優連盟理事長

## 略歴
神奈川県出身（東京浅草生まれ）。実家は料亭である。大学中退後に板前となる。1993年に友人に誘われ業界入り。当時のAV業界は「怖い人ばかり」「AVと黙って撮影を始めたこともあった」状況だったという。2006年にAV監督としてもデビューし、2016年以降は桜吹雪名義で作品を発表。
2022年のAV出演被害防止・救済法公布後、月20本あった男優業が一桁となり、おおむねフリーランスであるAV男優も団結する必要性を感じたことから2022年9月1日、日本適正男優連盟（JPAL）を発起人として立ち上げ、理事長に就任。各団体と情報共有やルール作りを整える。発足時点でのメンバーは20名。法改正運動にも声を上げていく予定。

## 人物
- 初体験は中学3年の頃[4]。
- スキンヘッド男優。デビュー時はイケメン男優として活動。2年目からスキンヘッドにしており、2000年代以降はコワモテ男優と位置づけられることが多い[8]。自称「AV業界のダークサイド」[8]。
- 大柄（身長175cm肩広）で巨根。
- トップAV男優黒田悠斗が「男優として尊敬している人は桜井ちんたろうさん」と発言している。勃ちがすごく、セックスがめちゃくちゃ上手くて、新人時代の黒田と森林原人が2人がかりで全然声を出させることが出来なかった女の子をすごくイカせまくっていたからである[9]。
- 趣味：ダイビング[1]
- 特技：催眠術[1]
- 好きな場所：沖縄[1]
- 好きな食べ物：しゃぶしゃぶ
- 苦手な食べ物：サバ[1]
- 好きな動物：犬[1]
- 好きな言葉／座右の銘：七転び八起き[1]
- 現在のマイブーム：洗車、ダーツ[1]

## 出演作品
後手で両手を縛り、さらに上半身を亀甲縛りなどで固く縛り上げ、完全に動けなくなった女優をじっくりと凌辱するのが、桜井のお得意パターンである。中でもAVメーカー「中嶋興業」「グローリークエスト」「セレブの友」で複数のシリーズ作品に出演し、多くのAV女優が桜井に凌辱されている。また「セレブの友」では、自ら監督を務める（桜吹雪監督）作品が多数存在しているが、男優としても出演し、直接、女優を犯すこともある。重々しい喋り方のラスボス的な悪役演技は得意で、GIGA作品では宇宙人や敵方最高司令官役での常連となっている。VHS時代はエクストリームの作品によく出演していた。

### アダルトDVD（主な作品）
- 男優桜井ちんたろうの調教日記〔シリーズ〕（中嶋興業、2010～2012年）
  - 鞭SP（中嶋興業、2011年10月1日）
- 罠に堕ちた人妻（中嶋興業、2011年2月-2018年5月、全43作）
- 秘密捜査官の女（エスワン、2013年11月-2016年1月、全6作）
- わたし、犯されにゆきます（エスワン、2014年3月-2015年8月、全7作)
- 完全緊縛されて（エスワン、2016年3月-2018年8月、全4作）
- 鬼畜輪姦レイプ（エスワン、2018年、全2作）
- 即ハメ！！（セレブの友、2015年2月-2016年10月、全14作）
- 寸止めSEX お願いだからイカせてください…（セレブの友、2016年1月-8月、全13作）
- 緊縛麻薬捜査官（プレミアム、2017年5月-2018年8月、全4作)
- 止まらない快感...（マドンナ、2017年12月-2018年11月、全3作）
- 羞恥温泉旅行（グローリークエスト、2018年2月-2019年1月、全6作）
- Manko Device Bondage 鉄拘束マンコ拷問（グローリークエスト、2018年5月-現在、全20作)
- 裏切りの卒業旅行（グローリークエスト、2020年1月-現在、全4作）
- 息子の嫁とセックス記録（プラネットプラス、2020年2月-、全8作）

### ネット配信（主な作品）

#### トリプルエックス
- 柏木はる　初めての快楽地獄プレイに挑戦
- セックスアニマル PART 5　愛原梨央
- 宮澤ケイト　凄まじいセックス PART 1
- RICA　フルHD 絶対服従
- やめられないSEX依存性 ～盛り狂う淫らな女達～　大島りこ
- 高慢女社長、炎上 ～社訓！半勃ちは倍返しで二穴絶頂中出し　楓乃々花
- 木村つな　生粋の純真ロリフィギュア PART 1
- 波多野結衣　ぶっかけ！熟女専門風俗店 part 1
- やりすぎカテキョ 清野ゆり ～ガニ股で誘う欲情家庭教師二穴生中

#### カリビアンコム
- 好色妻降臨〔シリーズ〕

## 監督作品

### アダルトビデオ（主な作品）
- フィストファック〔シリーズ〕（2006年）
- ゴックンランド〔シリーズ〕（2006年）
- 拷問くらぶ〔シリーズ〕（2006年）

### 「桜吹雪」名義のアダルトビデオ（主な作品）
- 女捜査官拷問調教〔シリーズ〕（セレブの友、2013年12月～2016年12月、全17作18名）
- ノンストップ凌辱〔シリーズ〕（セレブの友、2016年1月-2019年5月、全15作）
- M覚醒（セレブの友、2016年10月-2017年6月）
- 黒人解禁！※黒人AV男優と桜井の共演（セレブの友、2019年、全2作）
- 責められたいオトコノ娘　長澤玲奈（オトコノ娘LOVE/妄想族、2016年7月19日）

## 出演番組
ネット配信
- 男優と男優　桜井ちんたろう（GIRL'S CH、前編：2014年11月19日、後編：2014年11月26日）
- 怪獣戦隊ジュウカイザー（2022年12月9日 ‐ 12月23日、ギガ特撮チャンネル/YouTube）‐ シリンダーク 役